# Nottingham Open 2001 - Qualificazioni doppio
Le qualificazioni del doppio  del Nottingham Open 2001 sono state un torneo di tennis preliminare per accedere alla fase finale della manifestazione. I vincitori dell'ultimo turno sono entrati di diritto nel tabellone principale. In caso di ritiro di uno o più giocatori aventi diritto a questi sono subentrati i lucky loser, ossia i giocatori che hanno perso nell'ultimo turno ma che avevano una classifica più alta rispetto agli altri partecipanti che avevano comunque perso nel turno finale.
Le qualificazioni del doppio del torneo Nottingham Open 2001 prevedevano 4 coppie partecipanti di cui una è entrata nel tabellone principale.

## Teste di serie
1. Michel Kratochvil /  Michail Južnyj (Qualificati)

1. Martin Lee /  Arvind Parmar (ultimo turno)

## Qualificati
1. Michel Kratochvil  /   Michail Južnyj

## Tabellone

### Legenda
| - Q = Qualificato - WC = Wild card - LL = Lucky loser | - ALT = Alternate - SE = Special Exempt - PR = Protected Ranking | - w/o = Walkover - r = Ritirato - d = Squalificato |

|  | Primo turno | Primo turno               | Primo turno               | Primo turno | Primo turno |  |  | Ultimo turno | Ultimo turno                     | Ultimo turno | Ultimo turno | Ultimo turno |  |
|  |             |                           |                           |             |             |  |  |              |                                  |              |              |              |  |
|  |             |                           |                           |             |             |  |  |              |                                  |              |              |              |  |
|  |             |                           |                           |             |             |  |  | 2            | Martin Lee Arvind Parmar         | 0            | 7            | 2            |  |
|  | 2           | Martin Lee Arvind Parmar  | Martin Lee Arvind Parmar  | 6           | 6           |  |  | 1            | Michel Kratochvil Michail Južnyj | 6            | 64           | 6            |  |
|  |             | Mat Lowe Simon Thornewill | Mat Lowe Simon Thornewill | 3           | 1           |  |  |              |                                  |              |              |              |  |